# Agenci NCIS: Los Angeles

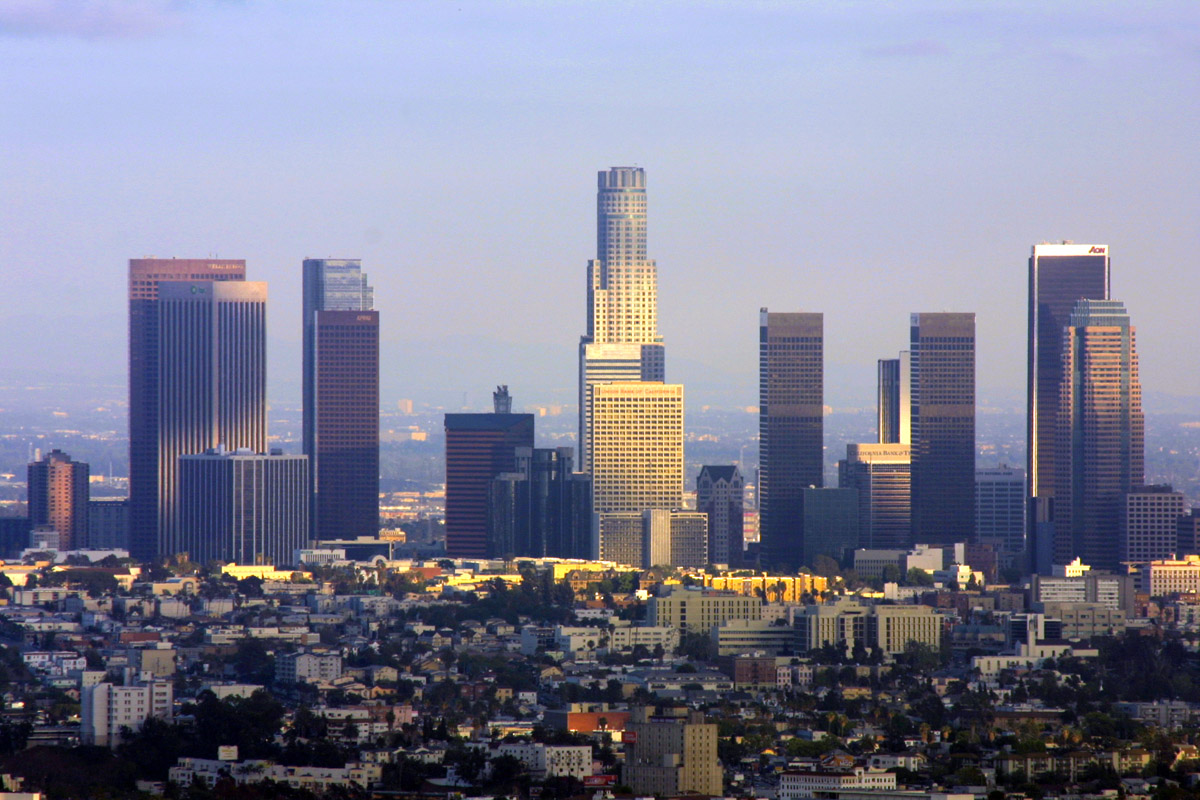
Los Angeles – miejsce akcji serialu

Agenci NCIS: Los Angeles – amerykański serial kryminalny; spin-off serialu Agenci NCIS, który z kolei jest spin-offem serialu JAG – Wojskowe Biuro Śledcze. Nadawany podobnie jak poprzednicy przez stację CBS, od 2009 roku. W Polsce nadawany przez stację AXN, a następnie także na stacjach TVN, TVN7, TVN Fabuła, TV Puls i Puls 2.

## Przebieg akcji
Bohaterami serialu są agenci tajnej jednostki w Los Angeles, która należy do Naval Criminal Investigative Service (NCIS). Główni bohaterowie to G. Callen i Sam Hanna. Callen to agent z przeszłością, do pewnego momentu nie znał swoich rodziców i swojego pochodzenia, podobnie zresztą jak imienia z którego została mu tylko pierwsza litera. Jego partner, Sam Hanna to ekspert od spraw bliskiego wschodu i były komandos. Obaj agenci mogą zawsze liczyć na wsparcie Agentki Specjalnej Kensi Blye i jej partnera Dominica Vaile'a. W jednostce pracują także komputerowiec Eric Beal, a także psycholog Nate Getz. Jednostką kieruje Hetty Lange. W późniejszym okresie serialu policjant LAPD Marty Deeks zastępuje Dominica Vaile'a jako partner agentki Blye.

### Sezon 1
Od czasu, gdy G. Callen został poważnie ranny pod koniec Pilotfilmu (w serialu Agenci NCIS), mija dłuższy czas, z Callen wraca po okresie rehabilitacji i ponownie działa jako tajny agent. Pierwszy sezon to głównie przeróżne tajne operacje, które są wynikiem śledztw z podejrzeniem o terroryzm lub zabójstwo. W trzynastym odcinku agent Vaile znika bez śladu. Nie udaje się zespołowi znaleźć go. Dopiero w dwudziestym pierwszym odcinku („Odnaleziony”) udaje się złapać jego trop. Niestety, pod koniec odcinka agent Vaile ginie postrzelony przez terrorystę. Inny ważny motyw sezonu to także dążenia Callena do poznania swojej przeszłości.

### Sezon 2
Sezon zaczyna się w tym miejscu, w którym skończył poprzedni, czyli podczas wizyty Callena na cmentarzu. Odwiedzał on grób swojej siostry, kiedy nagle zauważył, że ktoś z oddali fotografuje go. Niestety, nie udaje mu się złapać tej osoby, choć w śnie jego pościg za ową osobą był spektakularny. Tymczasem znika bez śladu Marty Deeks, detektyw LAPD, który był krótki czas agentem łącznikowym z NCIS. Krótko potem eksploduje wóz jego partnerki. Ostatecznie okazuje się, że Deeks przeżył, od następnego odcinka dołącza do zespołu już na stałe. Ponadto od czwartego odcinka dołącza inna nowa postać, Nell Jones, która będzie pracowała z Erikiem jako analityczka.
Sezon koncentruje się głównie na przeszłości kilku członków zespołu. Pod koniec serii nową szefową ekipy zostaje Lara Hunter, która zastępuje Hetty. Agenci dowiadują się, że Hetty wyruszyła do Rumunii, by ostatecznie zająć się trudną przeszłością swoją i Callena.

### Sezon 3
Callen i jego zespół ratują Hetty przed groźną rodziną Comescu. Pod powrocie do Los Angeles Hetty jakiś czas trzyma się z daleka od zespołu. W tym samym czasie zespołem kieruje Lara Hunter, która jednak szybko wyrusza na tajną misję do Europy. Wtedy zespół przejmuje Hetty.
W trakcie sezonu poznajemy asystenta dyr. Vance'a Owena Grangera, który bierze pod lupę zespół Callena i bada przeszłość jego członków. On także zajmuje się sprawą Kensi, która bada sprawę zabójstwa swojego ojca.
W finale sezonu wraca dawny wróg Callena, czyli Kameleon. Zabija on agenta Renko, a także agentkę Hunter. Ponadto bierze zakładników i żąda uwolnienia go po tym, jak został aresztowany. Ostatecznie zostaje zastrzelony przez Callena, który zostaje zatrzymany. W związku z tymi wydarzeniami Hetty składa rezygnację.

### Sezon 4
Sezon zaczyna się tuż po strzelaninie z udziałem Callena. W trakcie pierwszego odcinka okazuje się jednak, że wszystko było ustawione, a Kameleon żyje. Ostatecznie zostaje on przekazany Irańczykom, co kończy się dla niego stratą ręki, o czym dowiadujemy się pod koniec sezonu. W trakcie świąt dochodzi do pocałunku między Erikiem a Nell pod jemiołą. Żona Sama Hanny Michelle „Queen” przedstawiona jest w dwuczęściowym odcinku, w którym poznajemy bliżej przeszłość Sama. On sam z żoną ścigają Isaac Sidirova i szukają skradzionych bomb atomowych. W trakcie sezonu dochodzi do zbliżenia także Kensi i Deeksa. W finale sezonu, tuż po pocałunku Deeksa z Kensi zostaje on wraz z Samem porwany i poddany torturom, które mają wykazać, czy żona Sama jest agentką. Callen zaś odkrywa, że wszystko to przez Kameleona, który znalazł sposób, by przekazać przestępcom, że Sam jest agentem.

### Sezon 5
Na początku sezonu Michelle musi poradzić sobie ze szponami Rosjan. W tym samym czasie Granger i Kensi ustalają miejsce pobytu Deeksa i Sama. Wszystko ostatecznie kończy się śmiercią Sidorova i wsadzeniem Kameleona do więzienia. Po całej sprawie do Los Angeles przyjeżdża Nate Getz, który ma pomóc Samowi i Deeksowi uporać się z traumą, jakiej doznali podczas tortur. Ostatecznie udaje się przywrócić obu do służby w terenie. Nawet Deeks, który ma problemy ze snem, wraca do zespołu. Jego relacje z Kensi stają się coraz bliższe, aż wreszcie spędza on noc z Kensi w swoim domu. Niestety, zaraz potem Kensi zostaje wysłana na tajną misję do Afganistanu i dłuższy czas nie ma kontaktu z zespołem Callena.

## Obsada
- Chris O’Donnell jako agent specjalny G. Callen
- LL Cool J jako agent specjalny Sam Hanna
- Peter Cambor jako Nate Getz
- Daniela Ruah jako agentka specjalna Kensi Blye
- Eric Christian Olsen jako detektyw Marty Deeks
- Barrett Foa jako Eric Beal
- Linda Hunt jako Henrietta 'Hetty' Lange
- Adam Jamal Craig jako agent specjalny Dominic Vaile (sezon 1)
- Renée Felice Smith jako Nell Jones
- Miguel Ferrer jako Owen Granger
- Nia Long jako Shay Mosley

## Postacie

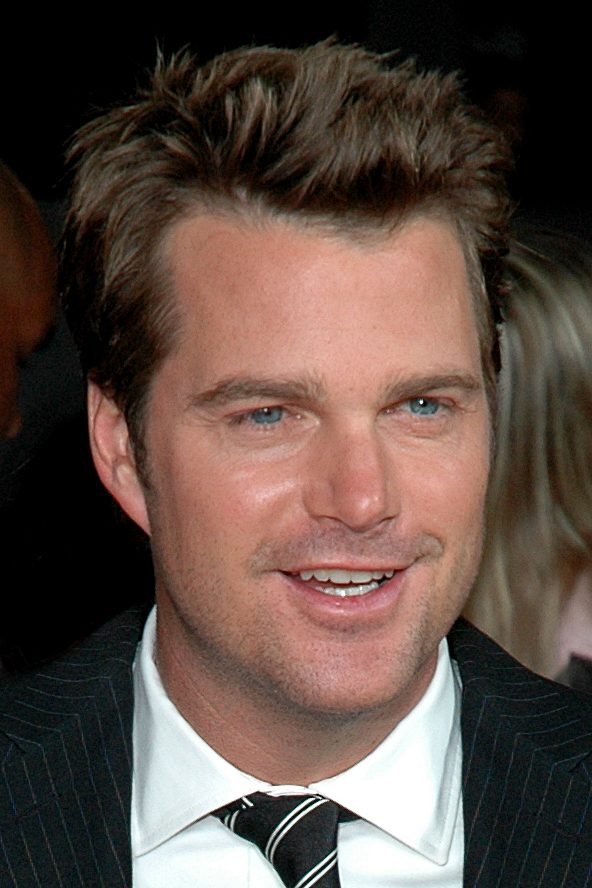
Chris O’Donnell (2008)
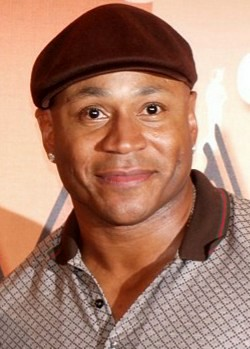
LL Cool J (2010)
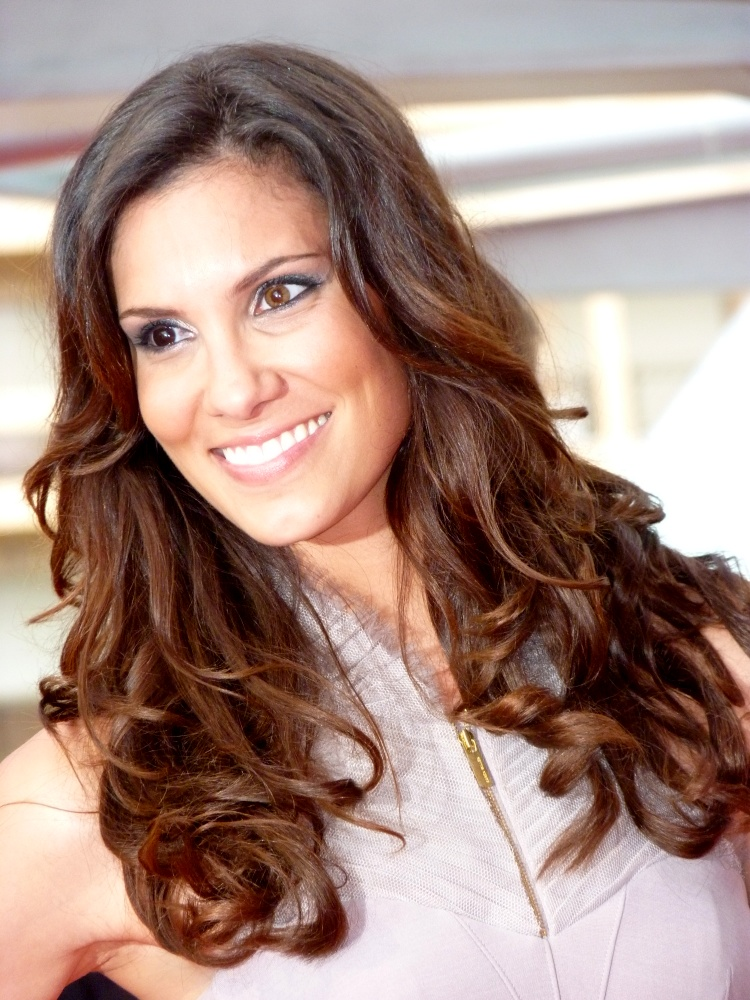
Daniela Ruah (2012)
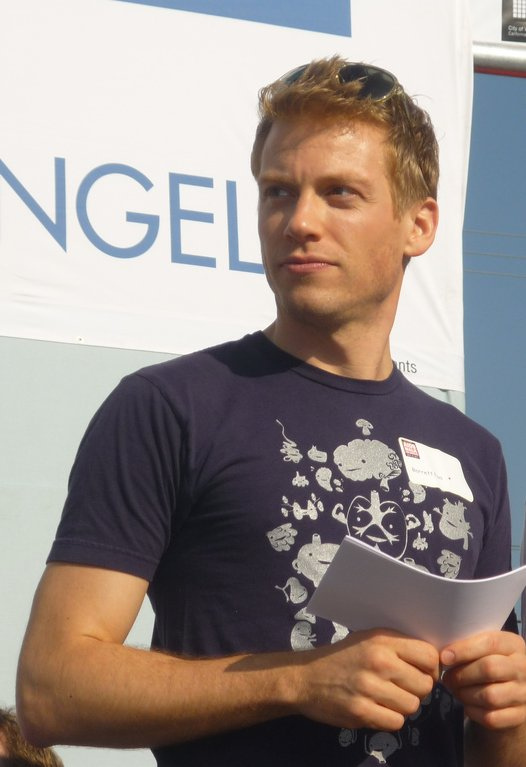
Barrett Foa (2011)
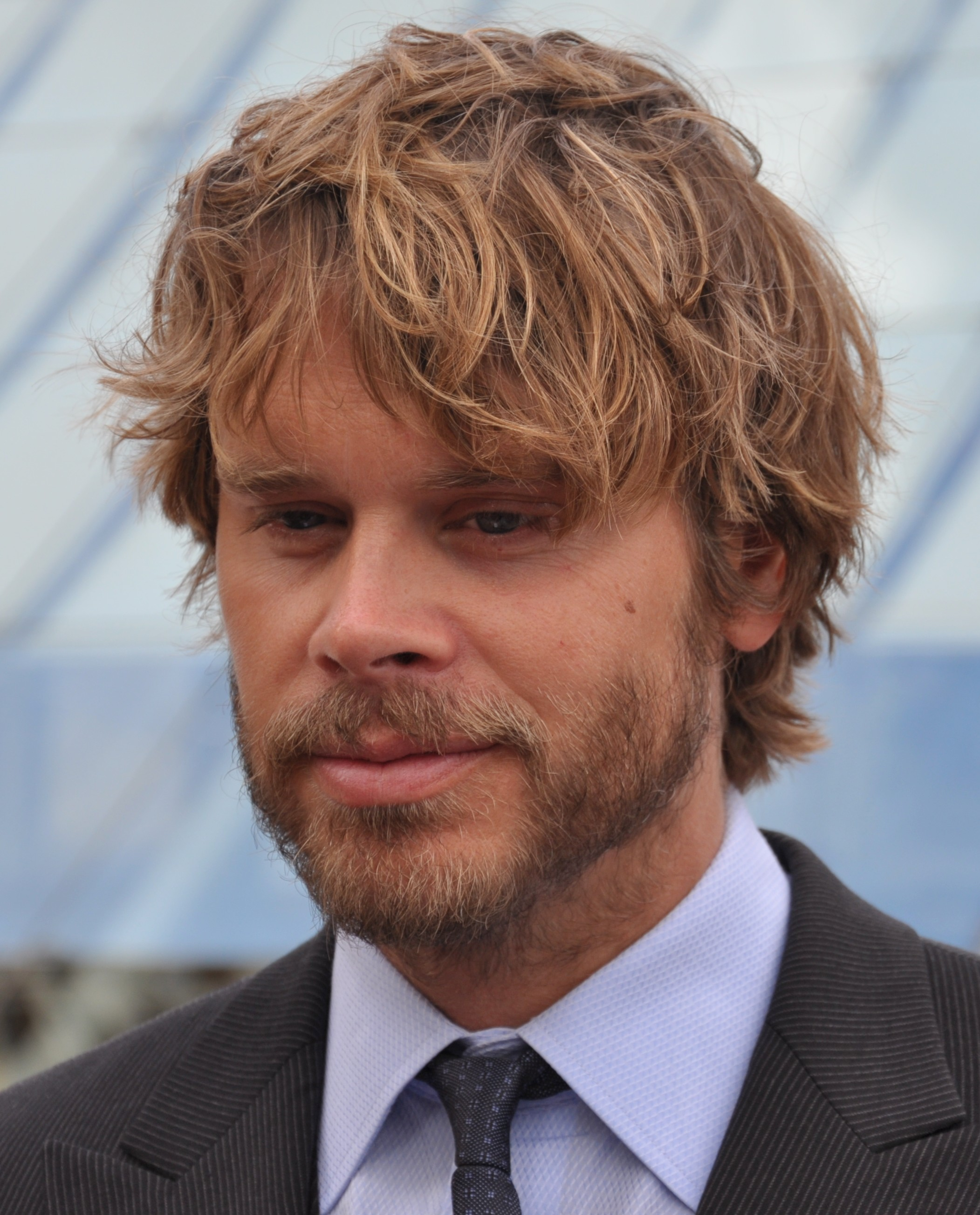
Eric Christian Olsen (2013)

G. Callen – właściwie Grisha Aleksandrovich Nikolaev Callen – Szef zespołu. Jego partnerem jest Sam Hanna. Callen jest z pochodzenia Romem, dowiaduje się tego dopiero jako dorosły człowiek. Dorastał bowiem w różnych rodzinach zastępczych. Jest jednym z najlepszych tajnych agentów w historii NCIS. Jak sam twierdzi, tajnym agentem trzeba się urodzić. Callen nie zna swojego imienia, pozostała mu tylko jedna litera – G. Jest obecnie singlem, choć w przeszłości miewał związki z kobietami, choć nieznaczące. Ze swoim partnerem – Samem, pracuje od 2007. W 2009 został postrzelony, udało mu się jednak powrócić do służby. Jego dobrym przyjacielem jest Leroy Jethro Gibbs – szef zespołu w serialu Agenci NCIS.
Sam Hanna – Partner Callena. Sam jest wytrenowanym komandosem. W przeszłości szkolił się w tej samej jednostce co Steve McGarret, szef zespołu Hawaii 5.0. Sam jest w przeciwieństwie do swojego partnera bardzo nerwowy i zdarza mu się bardzo mocno okazywać emocje. Był bardzo przywiązany do Dominica Vale'a oraz Mou. Bardzo przeżył śmierć ich obu. Sam jako jedyny członek zespołu jest żonaty, a także ma córkę.
Kensi Blye – Agentka specjalna, partnerka najpierw Dominica Vale'a, a potem także Marty'ego Deeksa. Kensi została agentką głównie z powodu śmierci ojca, którego zabójstwa nigdy do końca nie wyjaśniono. Stopniowo udało jej się ustalić, kto stał za zabójstwem jej ojca. Kensi bywa ostra wobec swoich partnerów, zwłaszcza Deeksa. Tak naprawdę jednak jest do niego bardzo przywiązana, robi wszystko, by nie spotkał go los jego poprzednika. Często z nim się droczy i flirtuje, spędzili ze sobą noc, ale jak na razie nie wiadomo, co robili. Dziesięć lat temu Kensi była zaręczona, do ślubu nie doszło, gdyż narzeczony ją zostawił. W interesujących okolicznościach spotkali się po latach.
Marty Deeks – Policjant. Jest agentem łącznikowym z NCIS od 2010. Zastąpił Dominica Vale'a jako partnera Kensi Blye. Jego ojciec nie żyje, podobnie jak w przypadku Kensi. Różnica jest jednak taka, że Deeks miał bardzo kiepski kontakt z ojcem. Deeks od dawna miał okazję zostać agentem NCIS. Swoją decyzję odmowy tłumaczy jednak tym, że wciąż czuje się policjantem. Ma specyficzne poczucie humoru, którym doprowadza do furii swoją partnerkę, czasami również Sama. Bardzo przeżył tortury, zmieniło to jego relację z Kensi oraz z Samem.
Hetty Lange – Szefowa operacyjna. Zastąpiła na tym stanowisku Larę Macy. Hetty stała się ważną częścią NCIS. Wkrótce okazało się, że jej przeszłość jest bardzo związana z przeszłością G. Callena, a ona sama znała jego matkę. Była także członkiem mafijnej rodziny. Hetty Lange słynie z tego, że każdego członka swojego zespołu najpierw bacznie obserwowała. Tak było głównie z Deeksem, ale także wcześniej z innymi. Mimo swojego wzrostu, Hetty jest świetnie wytrenowana i wyszkolona, co sprawia, że potrafi pokonać w walce wręcz lub bronią nawet o wiele silniejszych od siebie.
Lara Macy – wystąpiła tylko w pilocie serialu (06x22 i 06x23 serialu Agenci NCIS). Macy odeszła do swojego rodzinnego miasta, Marsylii. Zanim wstąpiła do NCIS, służyła w United States Marine Corps – żandarmerią wojskową. Na początku kariery prowadziła śledztwo w sprawie zamordowania Pedro Hernandeza. Głównym podejrzanym w tej sprawie był Leroy Jethro Gibbs, któremu Hernandez zabił żonę i córkę. Lara Macy w konsekwencji spaliła dowody, a śledztwo przeciwko Gibbsowi zostało umorzone. Macy wraca w odcinku NCIS „Patriot Down” – jako trup. Gibbs prowadzi śledztwo w celu odnalezienia zabójcy Macy.
Nate Getz – Psycholog zespołu. W 2010 r. postanowił spróbować swoich sił w terenie. Został wysłany za granicę. Z Zespołem widuje się od wtedy kilka razy na rok. Nate, jak to psycholog, potrafił czytać ludzi. Jeszcze za czasów Macy, silnie próbował ustalić, co zdarzyło się w przeszłości między nią a Agentem Gibbsem.
Eric Beale – Analityk zespołu. Pracuje głównie przed komputerem, czym nieraz odgrywa znaczącą rolę w zespole. Od 2010 r. pracuje z nim Nell Jones, z którą początkowo kiepsko mu się współpracuje. Jest jednak świetny w tym, co robi. Ubiera się jak surfer, co często denerwuje Hetty. Ma skomplikowaną relację z Nell.
Nell Jones – Od 2010 pracuje z Erikiem jako analityk zespołu. To jej najczęściej Hetty powierza ważne zadania, o których czasami inni nie mają pojęcia. Jest bardzo młoda i wrażliwa. Tęskni za rodziną, którą zastępują jej ludzie, z którymi pracuje. Hetty od razu jej zaufała i bardzo się o nią troszczy.
Owen Granger – Od 2012 często nadzoruje pracę zespołu Hetty. Jest asystentem dyrektora NCIS Leona Vance'a. Ma bardzo chłodne relacje z zespołem. On i Hetty byli powiązani w przeszłości, lecz nikt nie wie, w jaki sposób.
Dominic Vale – Agent specjalny do 2010, kiedy to został zamordowany. Był partnerem Kensi. Cechowała go nieśmiałość. Często szkolił go Sam Hanna. Po pół roku od dołączenia do zespołu tajemniczo zaginął. Po kilku miesiącach okazało się, że został uprowadzony przez terrorystów. Nie udało się go jednak uratować.
| Nazwisko                | Grany przez          | Stanowisko         | Sezon    | Sezon    | Sezon    | Sezon    | Sezon    | Sezon    | Sezon    | Sezon    | Sezon    |  |
| Nazwisko                | Grany przez          | Stanowisko         | 1        | 2        | 3        | 4        | 5        | 6        | 7        | 8        | 9        |  |
| ----------------------- | -------------------- | ------------------ | -------- | -------- | -------- | -------- | -------- | -------- | -------- | -------- | -------- |  |
| G. Callen               | Chris O’Donnell      | Agent specjalny    | Główny   | Główny   | Główny   | Główny   | Główny   | Główny   | Główny   | Główny   | Główny   |  |
| Sam Hanna               | LL Cool J            | Agent specjalny    | Główny   | Główny   | Główny   | Główny   | Główny   | Główny   | Główny   | Główny   | Główny   |  |
| Kensi Blye              | Daniela Ruah         | Agentka specjalna  | Główny   | Główny   | Główny   | Główny   | Główny   | Główny   | Główny   | Główny   | Główny   |  |
| Marty Deeks             | Eric Christian Olsen | Detektyw Policji   | Okresowo | Główny   | Główny   | Główny   | Główny   | Główny   | Główny   | Główny   | Główny   |  |
| Nate Getz               | Peter Cambor         | Psycholog Zespołu  | Główny   | Okresowo | Okresowo | Okresowo | Okresowo | Okresowo | Okresowo | Okresowo | Okresowo |  |
| Henrietta 'Hetty' Lange | Linda Hunt           | Szef Operacyjny    | Główny   | Główny   | Główny   | Główny   | Główny   | Główny   | Główny   | Główny   | Główny   |  |
| Eric Beal               | Barrett Foa          | Technik            | Główny   | Główny   | Główny   | Główny   | Główny   | Główny   | Główny   | Główny   | Główny   |  |
| Nell Jones              | Renée Felice Smith   | Analityk           |          | Główny   | Główny   | Główny   | Główny   | Główny   | Główny   | Główny   | Główny   |  |
| Dominic Vaile           | Adam Jamal Craig     | Agent Specjalny    | Główny   |          |          |          |          |          |          |          |          |  |
| Owen Granger            | Miguel Ferrer        | Asystent Dyrektora |          |          | Okresowo | Okresowo | Główny   | Główny   | Główny   | Główny   |          |  |
| Shay Mosley             | Nia Long             | Asystent Dyrektora |          |          |          |          |          |          |          |          | Główny   |  |

## Wydania DVD
W Polsce nie wydano dotychczas serialu na DVD.
| 1 | 31 sierpnia 2010 | 2 sierpnia 2010  | 19 sierpnia 2010 |
| 2 | 23 sierpnia 2011 | 22 sierpnia 2011 | 1 września 2011  |
| 3 | 21 sierpnia 2012 | 27 sierpnia 2012 | 1 sierpnia 2012  |
| 4 | 20 sierpnia 2013 | 19 sierpnia 2013 | 14 sierpnia 2013 |
| 5 | –                | –                | –                |

## Spis odcinków
Od 17 lutego 2010 na AXN była emitowana pierwsza seria serialu. Sezon czwarty, był emitowany na antenie AXN do 10 września 2013. Pierwsza seria była emitowana także na TVN. Wyemitowano 20 odcinków około października 2012. W Stanach Zjednoczonych serial emituje CBS. 24 września rozpocznie się tam emisja piątek serii serialu. Odcinki Pilotowe serialu, czyli 22 i 23 szóstej serii serialu „Agenci NCIS” można było zobaczyć w Polsce w okolicach lutego 2013 na antenie AXN, gdzie emitowano szósty sezon „Agentów NCIS”. Natomiast w okolicach kwietnia 2012 na antenie Universal Channel, gdzie emitowano 2 sezon serialu „Hawaii Five-0” można było zobaczyć odcinek który był pierwszą częścią 21 odcinka 3 sezonu Agentów NCIS : Los Angeles.
| Pilot              | Sezon 1    | Sezon 2    | Sezon 3    | Sezon 4    | Sezon 5    | Sezon 6    | Sezon 7    | Sezon 8    | Sezon 9    | Sezon 10   | Sezon 11   | Sezon 12    | Sezon 13   | Sezon 14    | Razem       |
| ------------------ | ---------- | ---------- | ---------- | ---------- | ---------- | ---------- | ---------- | ---------- | ---------- | ---------- | ---------- | ----------- | ---------- | ----------- | ----------- |
| 2 pilotowe odcinki | 24 odcinki | 24 odcinki | 24 odcinki | 24 odcinki | 24 odcinki | 24 odcinki | 24 odcinki | 24 odcinki | 24 odcinki | 24 odcinki | 22 odcinki | 18 odcinków | 22 odcinki | 21 odcinków | 323 odcinki |

## Nagrody
Nagroda Amerykańskiej Publiczności 2010
- nominacja: Ulubiony serial dramatyczny
- nominacja: Najlepsza aktorka serialu akcji : Daniela Ruash
- nominacja: Ulubiony nowy serial dramatyczny

Nagroda Amerykańskiej Publiczności 2011
- nominacja: Ulubiony serial dramatyczny
- nominacja: Najlepszy aktor serialu akcji : LL Cool J
- nominacja: Najlepsza aktorka serialu akcji : Linda Hunt

Nagroda Amerykańskiej Publiczności 2012
- nominacja: Ulubiony serial dramatyczny
- nominacja: Najlepszy aktor serialu akcji : LL Cool J
- nominacja: Najlepsza aktorka serialu akcji : Linda Hunt

Nagroda Amerykańskiej Publiczności 2013
- nominacja: Ulubiony serial dramatyczny
- nominacja: Najlepszy aktor serialu akcji : LL Cool J